# Лий Якока
Лий Якока (на английски: Lee Iacocca) е американски бизнесмен.
Списание Portfolio поставя Якока на 18-о място в своята класация „Най-великите американски изпълнителни директори на всички времена“.

## Биография
Роден е в Алънтаун, Пенсилвания на 15 октомври 1924 г. В началото на 20 век родителите му пристигат в САЩ от Италия. Завършва университета Лихай в Бетлихем, Пенсилвания.
Лий Якока започва като стажант-инженер във „Форд“ през 1946 г. Работи за автомобилния гигант над 30 години, като от 1970 до 1978 г. е президент на „Форд Мотър Кампъни“. С екипа си създава „форд Мустанг“. Продажбите на автомобила са рекордни и носят на компанията огромна печалба.
Известен е с възраждането на фалиралата корпорация „Крайслер“ през 1980-те години, като главен изпълнителен директор от 1978 г. и като председател от 1979 г., до пенсионирането чу през 1992 година.
Отделно Якока е и автор на няколко книги, сред които „Къде изчезнаха лидерите?“